# Vermenton
Vermenton är en kommun i departementet Yonne i regionen Bourgogne-Franche-Comté i norra Frankrike. Kommunen ligger i kantonen Vermenton som tillhör arrondissementet Auxerre. År 2016 hade Vermenton 1 349 invånare.

## Befolkningsutveckling
Antalet invånare i kommunen Vermenton
| Referens: INSEE |